# Ностранд-авеню (линия Фултон-стрит, Ай-эн-ди)
| Верхний ярус                |
| \| \| \| э \| \| э \| \| \| |
|                             |
| э                           |
| э                           |
|                             |

|   |
| э |
| э |
|   |

| Нижний ярус                             |
| \| \| \| л \| \| \| \| \| \| л \| \| \| |
|                                         |
| л                                       |
|                                         |
|                                         |
| л                                       |
|                                         |

|   |
| л |
|   |
|   |
| л |
|   |

| Верхний ярус                |
| \| \| \| э \| \| э \| \| \| |
|                             |
| э                           |
| э                           |
|                             |

|   |
| э |
| э |
|   |

| Нижний ярус                             |
| \| \| \| л \| \| \| \| \| \| л \| \| \| |
|                                         |
| л                                       |
|                                         |
|                                         |
| л                                       |
|                                         |

|   |
| л |
|   |
|   |
| л |
|   |

«Ностранд-авеню» (англ. Nostrand Avenue) — станция Нью-Йоркского метрополитена, расположенная на линии Фултон-стрит, Ай-эн-ди. Станция находится в Бруклине, в районе Бедфорд — Стайвесант, на пересечении Ностранд-авеню и Фултон-стрит. На станции останавливаются маршруты A (круглосуточно) и C (круглосуточно, кроме ночи). Экспресс-пути используются маршрутом A (круглосуточно, кроме ночи). Локальные пути используются маршрутами A (ночью) и C (круглосуточно, кроме ночи).
Эта станция двухуровневая. По строению оба уровня идентичны: каждый из них представлен двумя путями и двумя боковыми платформами, экспресс-поезда прибывают на верхний уровень, а локальные — на нижний. Изначально планировалось сделать станцию локальной, верхний ярус должен был быть мезонином, а экспресс-пути должны были пройти между локальными, как на типовой локальной станции. Но позже проект был переделан в ныне существующий вариант: на уровень мезонина были проведены экспресс-пути.
Станция отделана в жёлто-коричневых тонах. На стенах располагаются мозаики с названием станции. Выход с восточного конца платформ ведёт к Ностранд-авеню. Выход с западного конца платформ, ведущий к Бедфорд-авеню и предоставляющий возможность перехода между направлениями, был закрыт в 1980-х годах, а в феврале 2021 года открыт вновь.